# Pettyes füleskuvik
A pettyes füleskuvik (Otus spilocephalus) a madarak (Aves) osztályának a bagolyalakúak (Strigiformes) rendjéhez, ezen belül a bagolyfélék (Strigidae) családjához tartozó faj.

## Rendszerezése
A fajt Edward Blyth angol zoológus írta le 1846-ban, az Ephialtes nembe Ephialtes spilocephalus néven.

## Alfajai
- Otus spilocephalus huttoni (Hume, ) - Pakisztán északi része, India északnyugati része, Nepál és Bhután
- Otus spilocephalus spilocephalus (Blyth, 1846) - Kína délkeleti része, Mianmar és Banglades
- Otus spilocephalus latouchi (Rickett ) - Kína délkeleti része, Vietnám északi része és Laosz északi része
- Otus spilocephalus hambroecki (Swinhoe, 1870) - Tajvan
- Otus spilocephalus siamensis (Robinson & Kloss, 1922) - Thaiföld déli része, Kambodzsa és Vietnám déli része
- Otus spilocephalus vulpes (Ogilvie-Grant, 1906) - Malajzia, Maláj-félszigeten fekvő része
- Otus spilocephalus vandewateri (Robinson & Kloss, 1916) - Szumátra
- Otus spilocephalus luciae (Sharpe) - Borneó[2]

## Előfordulása
Dél- és Délkelet-Ázsiában, Banglades, Bhután, Kambodzsa, Kína, India, Indonézia, Laosz, Malajzia, Mianmar, Nepál, Pakisztán, Tajvan, Thaiföld és Vietnám területén honos. 
Természetes élőhelyei a mérsékelt övi erdő, szubtrópusi és trópusi síkvidéki és hegyi esőerdők, valamint másodlagos erdők. Magassági vonuló.

## Megjelenése
Testhossza 21 centiméter, testtömege 60-77 gramm.
|  |

## Természetvédelmi helyzete
Az elterjedési területe rendkívül nagy, egyedszáma pedig stabil. A Természetvédelmi Világszövetség Vörös listáján nem fenyegetett fajként szerepel.

## További információ
- Képek az interneten a fajról
- Xeno-canto.org - a faj hangja és elterjedési területe